# Tromatobia lineatoria

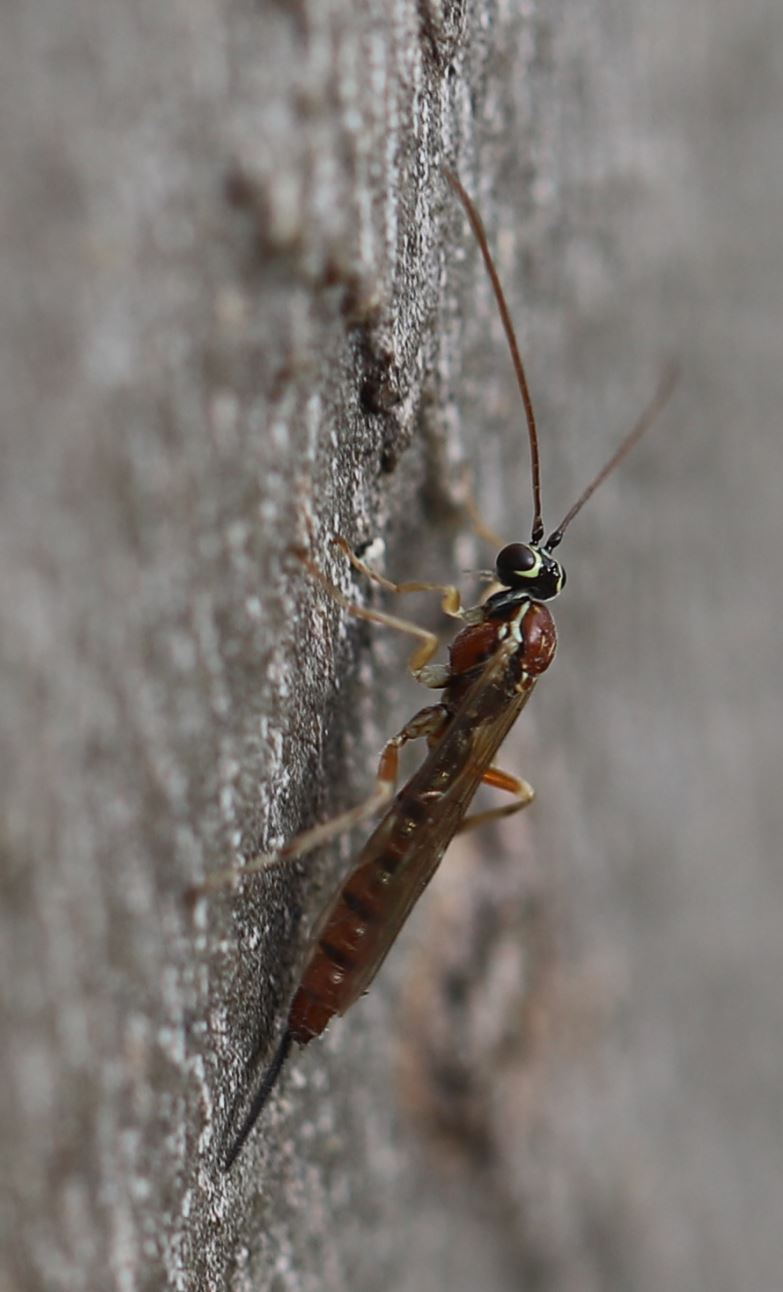
Seitenansicht von Tromatobia lineatoria, Weibchen

Tromatobia lineatoria ist eine Schlupfwespe aus der Unterfamilie der Pimplinae.

## Merkmale
Die Schlupfwespen sind 7–10 mm lang. Der Hinterleib kann vollständig schwarz gefärbt sein, meist sind die Tergite nur an der Basis schwarz und ansonsten rot. Der überwiegend rot gefärbte Thorax ist an den Seiten schwarz. Er weist eine gelbe Strichzeichnung auf. Das gelbe Scutellum hat mittig einen roten Fleck. Der Kopf ist überwiegend schwarz gefärbt. Entlang dem Innenrand der Facettenaugen verläuft ein deutlicher gelber Strich. Zwischen den Ocelli und der Fühlerbasis befindet sich ein kleiner gelber Fleck. Unterhalb der Fühlerbasis ist der Kopf rot gefärbt. Die Basis der roten Fühler ist an der Oberseite meist verdunkelt. Die hinteren Femora sind rotgelb. Die vorderen und mittleren Femora sowie die Tibien sind rotgelb bis gelb gefärbt. Die Vorderflügel weisen ein rotgelbes Pterostigma mit einem hellen basalen Fleck auf. Außerdem weist die Flügeladerung der Vorderflügel eine kleine innere Zelle auf. Die Weibchen besitzen einen mittellangen Ovipositor (Legestachel). Durch die Merkmalskombination lässt sich Tromatobia lineatoria gewöhnlich sicher von verwandten Arten unterscheiden.

## Verbreitung
Tromatobia lineatoria ist in der westlichen Paläarktis heimisch. Sie ist in Europa weit verbreitet. Im Norden reicht das Vorkommen bis nach Fennoskandinavien und auf die Britischen Inseln. Im Süden reicht das Vorkommen in den Mittelmeerraum und bis auf die Kanarischen Inseln. Im Osten erstreckt sich das Verbreitungsgebiet über Kleinasien bis in den Nahen und Mittleren Osten (Nord-Iran).

## Lebensweise
Die Schlupfwespen beobachtet man von Mai bis November, hauptsächlich im Spätherbst (Oktober und November). Man trifft die Schlupfwespen häufig in oder an Gebäuden, aber auch an Baumstämmen an. Es werden aber auch Heckenbiotope und Fichtenwaldränder als typische Lebensräume genannt. Die Weibchen suchen nach Kokons spezieller Spinnenarten, in welche sie ihre Eier mit Hilfe ihres Ovipositors ablegen. Die Schlupfwespenlarven sind Parasitoide. Sie ernähren sich von den Eiern im Spinnengelege. Zu den Wirten von Tromatobia lineatoria zählen aus der Familie der Echten Radnetzspinnen die Kürbisspinne (Araniella cucurbitina), die Gartenkreuzspinne (Araneus diadematus) und die Sektorspinne (Zygiella x-notata) sowie aus der Familie der Laufspinnen der Goldgelbe Flachstrecker (Philodromus aureolus) und Philodromus cespitum. Vermutlich ist das Wirtsspektrum noch größer.

## Taxonomie
In der Literatur finden sich folgende Synonyme:
- Ichneumon lineatoria Villers, 1789
- Ichneumon oculatorius Fabricius, 1798
- Tromatobia oculatorius auct.
- Tromatobia oculatoria (Fabricius, 1798)